# 未依
未依（みい）は、日本のアイドル、女優、アクトレスガールズ。
ADVANCE WAVE所属。

## 略歴

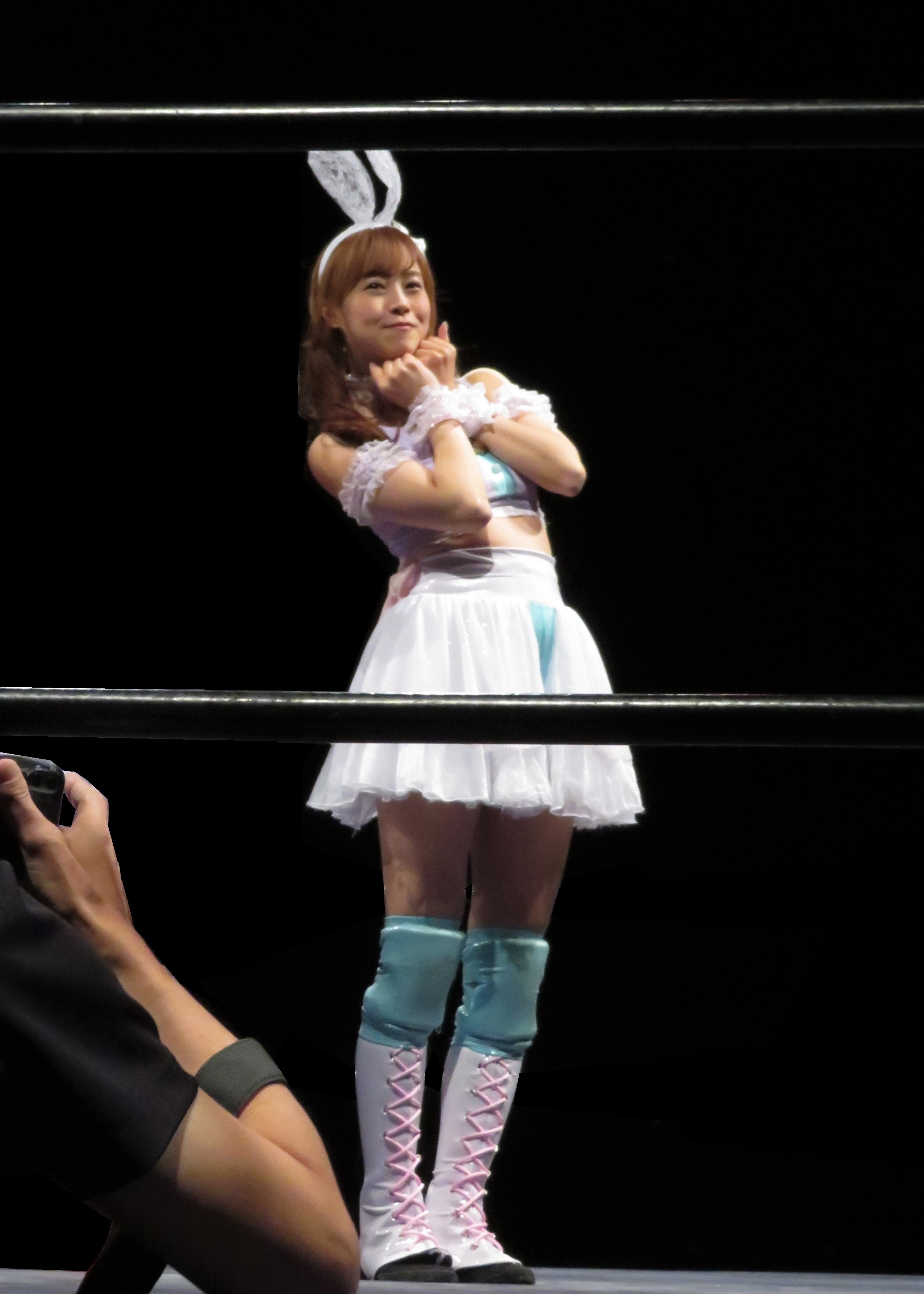
2018年10月29日

2013年 地元名古屋でアイドルとして活動を始めワタナベエンターテインメント名古屋事業本部に所属。
World Cosplay SummitやKOBE COLLECTION S/S、TOKYO IDOL FESTIVAL（C・M・Tとして）に出演をする。
その後、事務所を辞め2017年2月に上京しフリーランスで活動。舞台を中心に芝居を始める。
現在は東京と名古屋を中心にアイドル・女優・プロレスラーとして活動中。
女子プロレス団体Beginning（所属選手の総称をアクトレスガールズと呼ぶ）に入団。その後に二団体制となり、2019年1月20日よりColor'sへ所属。
2020年5月19日より、フリー活動から芸能プロダクションADVANCE WAVE所属となる。

### 2018年
4月8日、Beginning ACT29 新木場大会で組まれた角田奈穂とのシングルでプロレスデビュー。
6月11日、Beginning 新木場大会で行われた堀田祐美子&未依vs万喜なつみ&青野未来で堀田祐美子がピラミッドドライバーで万喜なつみから勝利し、始めて勝ち名乗りを受ける。
9月17日、Beginning 大阪大会で救世忍者乱丸とシングル。スクールボーイで自力初勝利、及びシングル初勝利を挙げる。
10月9日、Beginning 新木場大会で行われた角田奈穂&清水ひかり&未依vs青野未来&谷もも&飴宮さゆりにて、ベチャで関東に於ける自力初勝利。
11月6日、Beginning新木場大会でセミファイナルの試合後、強くなる為に同期の入江彩乃と共に沙紀のチーム（沙紀、茉莉、清水ひかり、さくらんボニータ）への加入を志願し合流する。
11月15日、Beginning（アクトレスガールズ）初進出となる後楽園ホール大会で、さくらんボニータ&未依&入江彩乃vs葉月イナ&谷もも&飴宮さゆりにて、さくらんボニータが蜜の罠（首四の字固めのまま相手の足を抱える丸め込み）で勝利して勝ち名乗りを受ける。大会終了後、Beginningが1月20日に旗揚げする新ブランド団体『Color′s』所属になると発表される。

### 2019年
1月20日、Color′s旗揚げ戦の第三試合に登場。カードは未依&里歩vs本間多恵&水森由菜。水森由菜のランニングボディアタックで敗北。所属がBeginningからActwres girl´Z Color′sとなる。
3月26日、YMZ新木場1stRING大会で行われた、ポイズン澤田JULIE&蛇琴with松蛇わさんvs新納刃&未依にて、初のミクスドマッチを経験。くまちゃんフォールで未依が勝利。
10月20日、怪我で長期欠場していたがColor's北千住 東京芸術センター ホワイトスタジオ大会で復帰。対戦カードはSAKI＆茉莉＆水森由菜vs網倉理奈＆未依＆有田ひめか。網倉理奈がSAKIのカワイルド・ニードロップで敗北。

### 2020年
1月19日、東京芸術センターホワイトスタジオにて行われたColor's北千住大会で川畑梨瑚と組み、アジアドリームタッグ選手権に挑戦し始めてのタイトルマッチを経験。対戦カードはSAKI＆水森由菜vs未依＆川畑梨瑚。結果は川畑梨瑚がSAKIに敗北。
5月10日、９選手の有志メンバーによる期間限定団体 Cheer'sの発足をTwitterにて発表。
メンバーはSAKI、本間多恵、高瀬みゆき、五十嵐乃愛、谷もも、未依、網倉理奈、川畑梨瑚、松井珠紗。

### 2021年
12月13日、現体制の興行が年内終了に伴い、Actwres girl'Z 後楽園ホール大会にて、ラストマッチを終える。対戦カードは未依＆網倉理奈vs谷もも＆向後桃vs入江彩乃＆櫻井裕子。網倉理奈がダイビングセントーンで谷ももから勝利
。

### 2022年
新体制となったアクトレスガールズ『アクトレスリング』に参戦。対戦カードはワイルド・バニー&皇希vs未依&水嶋さくら。くまちゃんフォールで未依がワイルド・バニーから勝利。

### 2024年
12月30日 当面の間アクトレスガールズでの活動を休止すると発表。

## 人物
- 趣味・特技：アイドル感を出す事
- キャッチフレーズ：みんな愛でて育ててね、ゆめかわリングドール、アクトレスガールズのアイドルno.1
- 愛称：みぃちゃん
- 出身地：生まれは兵庫県尼崎市、育ちは愛知県名古屋市
- 憧れの女子プロレスラー：東京女子プロレスを主戦場とする瑞希（MIZUKI）[11]

「miu」という黒猫を飼っている。クマが大好きなウサギ系女子でテーマカラーはパステルカラー(白・ピンク・水色・薄紫)。プロレスのコスチュームは、ステラ・ルーがモチーフになっている。
アイドル時代のメンバー大橋祐希とは今でも親友である。
靴のサイズは23.5cm。
プロレスの試合時、入場曲に合わせて観客が「未依ちゃん可愛い！超可愛い！」とコールするのが定番になっている。

## 得意技
▪ ベチャ
ランニング式のボディープレス。男子選手間ではプランチャ、女子選手間ではベチャと呼ばれる事が多く、この名称で習得。
▪ モンキーフリップ
▪ 必殺☆コーナーふみふみ
コーナーを背にした相手に、ロープを掴みながら両足へ全体重を乗せて踏みつける。
▪ 天使らんまん！
コーナートップからのダイビングボディプレス。両手を広げて天使に見えることから命名。
▪ OKモンキー
モンキーフリップの体勢から、相手を飛び越して丸め込む回転エビ固め
▪ くまちゃんフォール
仰向けになった相手の足側に立って右足を左手で掴み、左足を右手で掴んだまま、相手の股の間を通り抜けるようにジャンプで飛び越えて丸め込む。
▪ バックスピンキック
▪ くまちゃんロック

## 入場曲
- 「チェリボム 」 Silent Siren

いや だめ No! No! No! Noooooo!!!!の後に観客がリズムに合わせ「未依ちゃん可愛い！超可愛い！」を４回コールする

## タイトル歴
Color's
- 初代COLOR'S王座

## 出演

### テレビ
- TBSテレビ『櫻井・有吉 THE夜会』
- CBCテレビ『MUSICピーパーTV』レギュラー出演
- CBCテレビ『花咲タイムズ』
- 中京テレビ『キャッチ』
- 三重テレビ『ボートレースライブ』
- スカパードラマ『真夜中にうごめく戦士』ツキミ役
- スカパードラマ『ハーフブリード・クロニクル』加山役
- AbemaTV『全日本パリピ選手権』

### ラジオ
- HBCラジオ『ラジプロ!』（2019年5月19日放送 第527回）[18][出典無効]
- 渋谷クロスFM『みる×ラジ』（2019年6月23日放送）[19]

### 舞台

#### 2016年
- 『キャプテンハーロック〜次元航海〜』フィメール役
- 『フライングパイレーツ〜ネバーランド漂流記』マリカ役

#### 2017年
- 『キャプテンハーロック〜次元航海〜』フィメール役
- 『武・照姫』主演 照姫役
- 『花街』源泰経役
- 『199X年』ヒメたん役
- 『赤毛のアン』ダイアナ・バーリー役
- 『雑踏の静寂』明美役
- 『ハーフブリードプロトコル』ハッピー役
- 『M』ヒメ役

#### 2018年
- AWG『カウント2.9！』フユミ役（7月26日 - 7月29日、新木場1stRING）
- カンムリプロデュース『おかえしします。44』ヨーコ役（9月6日 - 9月9日、アトリエファンファーレ高円寺）
- SPIRAL CHARIOTS 第20回本公演『ゴールデンアックス』デッド・フレーム／アクトレス役 （12月19日 - 12月24日、築地本願寺ブディストホール）[20]

#### 2019年
- AWGプロデュース公演『Gong of Blossomeday～開花のゴングが鳴り響く～』大黒響 役（5月28日 - 6月2日、築地本願寺ブディストホール）[21]
- 芝居家だんす公演『ひめ〜照姫じゃ〜・〜鬼姫じゃ〜』照姫 役（7月11日 - 7月15日、中野スタジオあくとれ）[22]

#### 2020年
- 芝居家だんす公演『二天』毘沙門天 役（1月22日 - 1月26日、中野スタジオあくとれ）[23]
- 時空捜査局ランティア実行委員会 制作『時空捜査局ランティア』カペラ・ジュノタイル 役（2月5日 - 2月9日、新宿シアターモリエール）[24]
- 株式会社LUCKUP企画・制作 GOOD LUCK vol.1.1 朗読劇『灯喬月塔』（3月26日 - 29日中、28日迄の3公演に出演、新井薬師 Special Colors）[25]
- 劇団アルファー巡回公演『爺さんの空』岡本真砂子 役（10月26日・11月2日、新型コロナによる世情にて全国巡回を中断）

#### 2021年
- 縁劇ユニット 流星レトリック『ローズクォーツに誓いのキスを』クリスタル 役（1月27日 - 31日、サンモールスタジオ）[26]
- 朗読劇「混血脈 - MIXSEED 覚醒 -」製作委員会 WizArt(ウィザート)『混血脈 - MIXSEED 覚醒 -』ネオン・キュリアット 役（3月11日 - 12日、武蔵野芸能劇場）[27]
- 芝居家だんす『～姉妹～  姉君じゃ×妹じゃ』照姫 役（3月31日 - 4月4日、シアターKASSAI）[28]
- 縁劇ユニット流星レトリック オンラインイベント『Celestine#8』Ａ「鏡界線のあなたへ」イオ役／Ｂ「交わりの時」楽々浦梨都役（5月1日 - 2日）[29]
- KKTプロデュース『オサエロ』夏子の孫 小佐野 役（12月23日 - 26日、中野 テアトルBONBON）

#### 2023年
- アクトリング公演『ACTRING2023』スノウ・ホワイト 役（3月5日 新木場1stRing）

#### 2024年
- 縁劇ユニット 流星レトリック第10回公演『シオンの眠るとき』皆川夕莉役（10月30日 - 11月4日、サンモールスタジオ）[30]
- 東京コミコン2024『アクトレスガールズスペシャルステージ』（12月7日 東京　幕張メッセ）スノウ・ホワイト 役[31]
- アクトリング本公演『ACTRING／鏡編 参ノ面 蕨公演 Star magical☆projectノ章 〜Heartfelt Credit～』（12月15日 埼玉 蕨レッスル武道館）スノウ・ホワイト 役
- アクトリング本公演『ACTRING／鏡編 四ノ面 蕨公演 桃華雪(仮)ノ章 Go!と言えば郷に従え』（12月15日 埼玉 蕨レッスル武道館）スノウ・ホワイト 役[32]